# مقاطعة جيفيرسون (أيداهو)
مقاطعة جيفيرسون (بالإنجليزية: Jefferson County)‏ هي إحدى مقاطعات ولاية أيداهو في الولايات المتحدة الأمريكية.